# Liste der Bodendenkmale im Landkreis Osterholz

Landkreis Osterholz in Niedersachsen

In der Liste der Bodendenkmale im Landkreis Osterholz sind die Bodendenkmale im Landkreis Osterholz aufgelistet. Die Quelle ist der Denkmalatlas Niedersachsen. Die Angaben in den einzelnen Listen ersetzen nicht die rechtsverbindliche Auskunft der zuständigen Denkmalschutzbehörde.

## Übersicht
| Bild | Gemeinde             | Bodendenkmalliste                               | Wappen | Lage | Ortsteile |
| ---- | -------------------- | ----------------------------------------------- | ------ | ---- | --- |
|      | Axstedt              | Liste der Bodendenkmale in Axstedt              |        |      | - Wolthöfen |
|      | Grasberg             | Es sind keine Bodendenkmale verzeichnet         |        |      | - Adolphsdorf - Dannenberg - Eickedorf - Grasberg - Grasdorf - Huxfeld - Meinershausen - Mittelsmoor - Otterstein - Rautendorf - Schmalenbeck - Seehausen - Tüschendorf - Weinkaufsmoor - Wörpedorf |
|      | Hambergen            | Liste der Bodendenkmale in Hambergen            |        |      | - Hambergen - Heilsdorf - Heißenbüttel - Kiebitzsegen - Oldenbüttel - Spreddig - Ströhe |
|      | Holste               | Liste der Bodendenkmale in Holste               |        |      | - Hellingst - Oldendorf - Paddewisch - Steden |
|      | Lilienthal           | Liste der Bodendenkmale in Lilienthal           |        |      | - Heidberg - Lilienthal - Sankt Jürgen - Seebergen - Worphausen |
|      | Lübberstedt          | Liste der Bodendenkmale in Lübberstedt          |        |      | |
|      | Osterholz-Scharmbeck | Liste der Bodendenkmale in Osterholz-Scharmbeck |        |      | - Freißenbüttel - Garlstedt - Heilshorn - Hülseberg - Ohlenstedt - Osterholz-Scharmbeck - Penningbüttel - Sandhausen - Scharmbeckstotel - Teufelsmoor                                               |
|      | Ritterhude           | Liste der Bodendenkmale in Ritterhude           |        |      | - Ihlpohl - Lesumstotel - Platjenwerbe - Ritterhude - Stendorf - Werschenrege |
|      | Schwanewede          | Liste der Bodendenkmale in Schwanewede          |        |      | - Aschwarden - Beckedorf - Brundorf - Eggestedt - Harriersand - Hinnebeck - Leuchtenberg - Löhnhorst - Meyenburg - Neuenkirchen - Rade - Schwanewede                                                |
|      | Vollersode           | Liste der Bodendenkmale in Vollersode           |        |      | - Ahrensdorf - Bornreihe - Friedensheim - Giehle - Giehlermoor - Giehlermühlen - Verlüßmoor - Vollersode - Wallhöfen                                                                                |
|      | Worpswede            | Liste der Bodendenkmale in Worpswede            |        |      | - Hüttenbusch - Mevenstedt - Neu Sankt Jürgen - Ostersode - Schlußdorf - Überhamm - Waakhausen - Worpswede                                                                                          |

Ortsteile in schwarzer Schrift weisen keine Bodendenkmale aus.